# Leung Chun-wing
Pour les articles homonymes, voir Leung.
Dans ce nom, le nom de famille, Leung, précède le nom personnel.
Leung Chun-wing (né le 20 janvier 1994) est un coureur cycliste hongkongais. Évoluant sur route et sur piste, il a été champion du monde de l'omnium junior en 2012, champion d'Asie de l'américaine en 2014 et 2015, et médaillé de bronze de la course en ligne des Jeux asiatiques de 2014.

## Palmarès sur piste

### Jeux olympiques
- Rio 2016
  - 11e de l'omnium

### Championnats du monde
- Minsk 2013
  - 12e de la poursuite par équipes
  - 18e du kilomètre
- Cali 2014
  - 13e de l'américaine
  - 14e de la poursuite
- Saint-Quentin-en-Yvelines 2015
  - 13e de l'américaine
  - 16e de l'omnium
- Londres 2016
  - 12e de l'omnium
  - 14e de l'américaine
- Hong Kong 2017
  - 16e de la poursuite par équipes[1]
  - 17e de l'omnium[2]
  - 21e du scratch[3]
- Apeldoorn 2018
  - 20e du scratch[4]
  - 23e de l'omnium[5]
- Pruszków 2019
  - 14e de l'américaine

### Championnats du monde juniors
- Invercargill 2012
  -  Champion du monde de l'omnium juniors

### Coupe du monde
- 2017-2018
  - 1er de l'américaine à Minsk (avec Cheung King Lok)

### Jeux asiatiques
- Jakarta 2018
  -  Médaillé d'or de l'américaine (avec Cheung King Lok)
  -  Médaillé d'argent de la poursuite par équipes
  -  Médaillé d'argent d'omnium

### Championnats d'Asie
- New Dehli 2013
  -  Médaillé de bronze de la poursuite par équipes
- Astana 2014
  -  Champion d'Asie de l'américaine (avec Cheung King Lok)
  -  Médaillé d'argent de la poursuite par équipes
- Nakhon Ratchasima 2015
  -  Champion d'Asie de l'américaine (avec Cheung King Lok)
- Izu 2016
  -  Médaillé d'argent de l'américaine
- New Dehli 2017
  -  Champion d'Asie du scratch
  -  Médaillé d'argent de l'omnium
- Nilai 2018
  -  Champion d'Asie de l'américaine (avec Cheung King Lok)
- Jincheon 2020
  -  Médaillé de bronze de la poursuite par équipes
- Nilai 2023
  -  Médaillé d'argent de l'américaine
  -  Médaillé de bronze de l'élimination

### Jeux asiatiques et d'arts martiaux en salle
- Ashgabat 2017
  -  Médaillé d'or de l'omnium[6]
  -  Médaillé d'argent de la poursuite par équipes[7]

### Championnats nationaux
- 2014
  -  Champion de Hong Kong de poursuite par équipes (avec Leung Ka Yu, Wu Lok Chun et Cheung King Wai)
- 2015
  -  Champion de Hong Kong de poursuite par équipes (avec Leung Ka Yu, Maximilian  Mitchelmore et Law Kwun Wa)
  -  Champion de Hong Kong de scratch
  -  Champion de Hong Kong de l'omnium
  -  Champion de Hong Kong de vitesse par équipes (avec Leung Ka Yu et Law Kwun Wa)
  -  Champion de Hong Kong de la course aux points
  - 2e du championnat de Hong Kong du keirin
- 2017
  -  Champion de Hong Kong de poursuite individuelle
  -  Champion de Hong Kong de l'omnium
  -  Champion de Hong Kong de la course aux points
  - 2e du championnat de Hong Kong du scratch
  - 3e du championnat de Hong Kong de course aux points
- 2019
  -  Champion de Hong Kong de poursuite par équipes (avec Cheung King Lok, Leung Ka Yu et Mow Ching Ying)
  -  Champion de Hong Kong de l'américaine (avec Leung Ka Yu)
  -  Champion de Hong Kong de course aux points
  - 3e du championnat de Hong Kong de l'omnium

## Palmarès sur route

### Par année
- 2011
  - 10e étape de l'International Cycling Classic
  -  Médaillé d'argent du championnat d'Asie du contre-la-montre juniors
  - 2e du championnat de Hong Kong sur route juniors
- 2012
  -  Champion d'Asie du contre-la-montre juniors
  - 2e du Tour d'Okinawa juniors
  -  Médaillé de bronze du championnat d'Asie sur route juniors
- 2014
  -  Médaillé d'argent du championnat d'Asie du contre-la-montre espoirs[8]
  -  Médaillé de bronze de la course en ligne des Jeux asiatiques
- 2015
  - 4e étape du Tour de l'Ijen
  - 2e du championnat de Hong Kong sur route
  - 2e du championnat de Hong Kong du contre-la-montre
- 2017
  -  Champion de Hong Kong sur route
  -  Champion de Hong Kong du contre-la-montre
  -  Médaillé de bronze du championnat d'Asie du contre-la-montre par équipes
- 2018
  -  Médaillé de bronze du championnat d'Asie du contre-la-montre par équipes
- 2019
  - 2e du championnat de Hong Kong sur route
  -  Médaillé de bronze du championnat d'Asie du contre-la-montre par équipes

### Classements mondiaux
| Année                                 | 2014 | 2015 | 2016 | 2017 | 2018  | 2019  | 2020 | 2021 | 2022 | 2023 |
| ------------------------------------- | ---- | ---- | ---- | ---- | ----- | ----- | ---- | ---- | ---- | ---- |
| Classement mondial                    |      |      | nc   | 456e | 1009e | 1077e | nc   | nc   | nc   | 879e |
| UCI Asia Tour                         | 100e | 38e  | nc   | 33e  | 134e  | 58e   | nc   | nc   | nc   | 56e  |
|                                       |      |      |      |      |       |       |      |      |      |      |
| Légende : nc = non classéSource : UCI |      |      |      |      |       |       |      |      |      |      |